# Turner International Pakistan
Turner International Pakistan es una empresa filial de Turner Broadcasting System, y subsidaria de Time Warner. Está a cargo de administrar la venta de servicios informativos y de entretención de Turner en Pakistán y otros países de la región. Entre sus subsidiarias se encuentran Cartoon Network Pakistan, HBO Pakistan y WB Channel Pakistan.